# Кетрін Епплгейт
Кетрін Еліс Епплгейт (англ. Katherine Alice Applegate) — американська письменниця-фантастка, яка відома насамперед як авторка книг для підліткової аудиторії.

## Біографія
Народилася 9 жовтня 1956 року в Мічигані, США. Розпочала свою письменницьку кар'єру 1991 року. Одним із найвідоміших творів авторки стала книжкова серія «Аніморфи» (англ. Animorphs; 1996—2001), що розповідає про підлітків, які мають вміння перевтілюватися на тварин та протистоять прибульцям. У 1999—2001 роках у світ виходила фентезійна книжкова серія з дванадцяти книг під назвою «Колисьсвіт» (англ. Everworld), а у період між 2001 та 2003 роками публікувалась науково-фантастична серія книг «Врятовані» (англ. Remnants), що розповідає про групу підлітків, які разом із кількома десятками пасажирами космічного корабля вижили після падіння астероїда на Землю.
2008 року письменниця стала лауреаткою книжкової премії «Золотий повітряний змій» у категорії «фантастика» за роман «Дім для хоробрих» (англ. Home of the Brave), а 2013 року удостоїлася медалі Джона Ньюбері за книгу «Айван, єдиний і неповторний». Твір написаний від імені горили на ймення Айван, який живе у вольєрі в одному з торговельних центрів штату Вашингтон. Журі премії Ньюбері, зокрема, так висловилося щодо цього роману: «Кетрін Епплгейт дає читачам унікальний та незабутній погляд з точки зору горили та змінює наше уявлення про тварин та нас самих».

## Особисте життя
Одружена з Майклом Грантом, який став співавтором багатьох її книг. Має сина Джейка. 2003 року подружжя удочерило дівчинку Джулію з Китаю, азгодом взяло на виховання прийомного сина Роберто з Мозамбіка.

## Українські переклади
- Кетрін Епплґейт. Айван, єдиний і неповторний. — К. : КМ-Букс, 2017. — 256 с. — ISBN 978-617-7489-98-5.